# Gouge de bottier
Pour les articles homonymes, voir Gouge.
Une gouge de bottier est un outil servant à couper le cuir. Le tranchant profilé permet de donner une forme à la tranche de la semelle, c'est un outil de finition, utilisé par un bottier ou cordonnier.

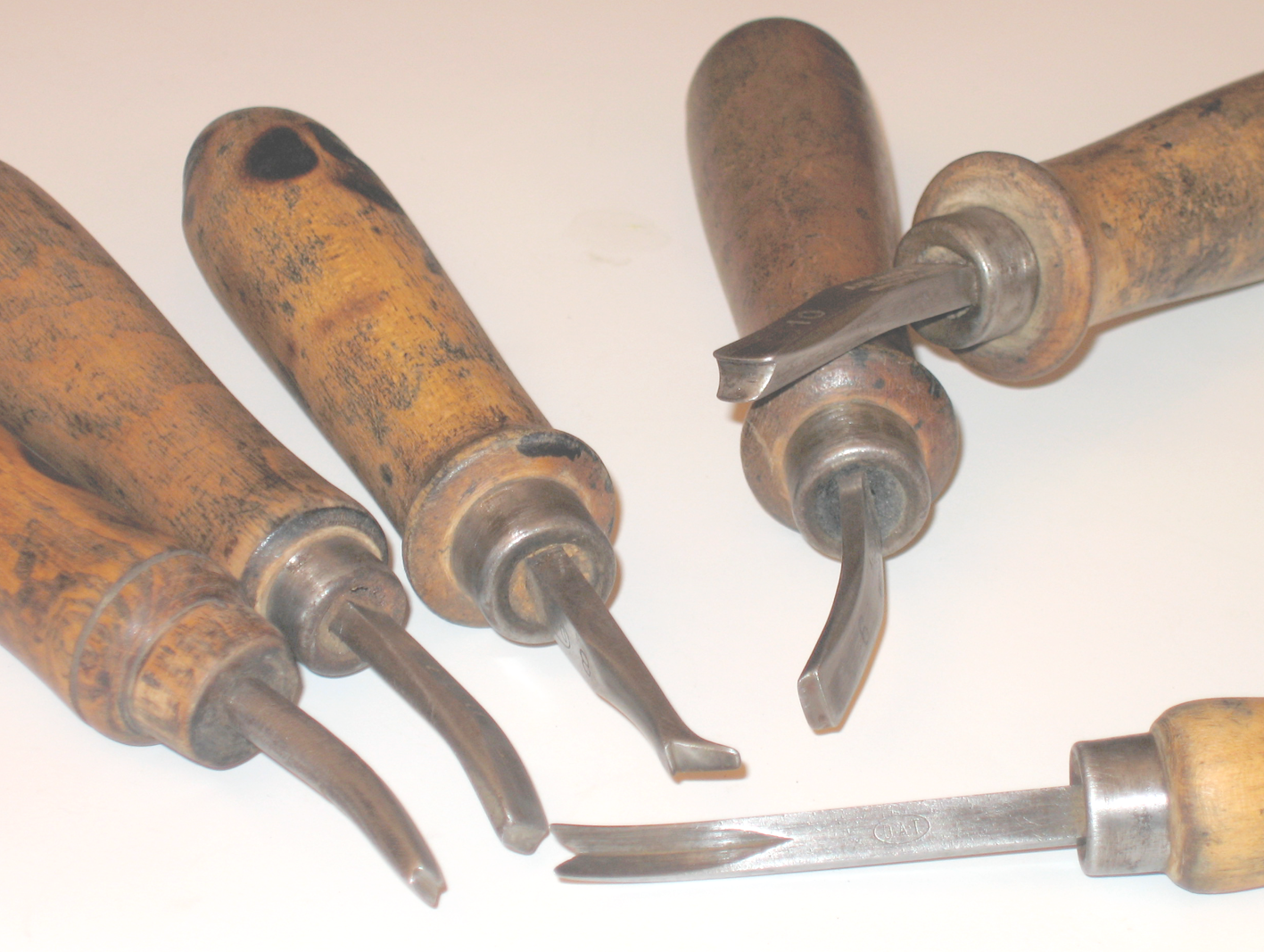
Chaque gouge donne un profil différent à la semelle.